# Klavarioid gombák

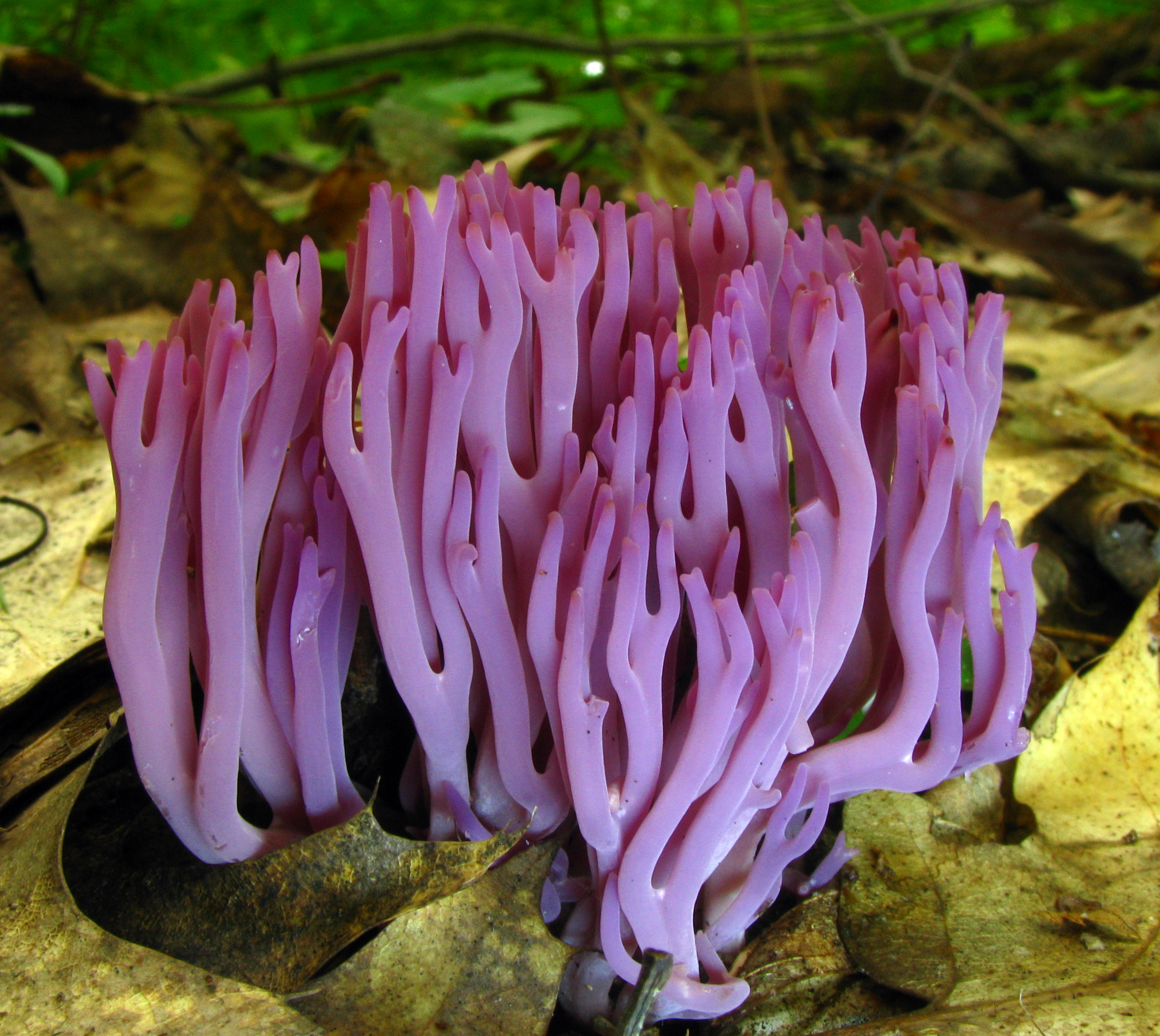
Clavaria zollingeri

A klavarioid vagy clavarioid gombák (Fungi clavarioidei) más néven bunkószerű gombák, bunkógombák, korallgombák azon bazídiumos gombák csoportja, melyek felálló, egyszerű (bunkószerű) vagy elágazó (korallszerű) termőtesttel rendelkeznek, s talajon, korhadó növényi maradványokon, vagy holt fán fejlődnek. A klavarioid (Clavaria-szerű) elnevezés eredetileg a Clavaria gombanemzetség gombáira utalt, de ma már ismeretes, hogy a klavarioid gombák nem alkotnak egyetlen rendszertani csoportot, hanem több, egymástól távoli rokonságban levő gombacsoportban fordulnak elő. S habár maga az elnevezés informálissá vált (azaz már nem rendszertani név), mégis gyakran használják tanulmányokban, vagy kutatják magát a csoportot.

## Történetük
A Clavaria egyike volt azon nemzetségeknek, amit még Carl von Linné alkotott meg 1753-as Species Plantarum című művében: ez a nemzetség minden olyan gombát tartalmazott, amely felálló, bunkó alakú vagy elágazó (korallszerű) termőtesttel rendelkezett, és sok olyan fajt is, amit ma már a tömlősgombák közé sorolnak. Később 1200-nál is több fajt soroltak ebbe a nemzetségbe. A mikroszkóp használatának elterjedésével a 19. század második végén a nemzetség legtöbb tömlősgomba-tagját felismerték és átsorolták őket tömlősgomba-nemzetségekbe. Ezt követően még mindig a Clavaria nemzetségbe sorolták a bazídiumos gombafajok többségét egészen Marinus Anton Donk 1933-as, majd Edred John Henry Corner 1950-es munkásságáig. Donk felülvizsgálta a holland Clavaria-fajokat, s a korábbi nemzetségből három új nemzetségbe (Clavariadelphus, Ramariopsis és Ramaria) sorolt át fajokat. Corner hatalmas monográfiájában bevezette a többi, ma is létező nemzetséget. DNS-vizsgálatok igazolták a klavarioid gombák különbözőségét, s fajait nem csupán más nemzetségekbe, hanem különböző családokba, sőt különböző rendekbe sorolták át.

## Megjelenésük és rendszertani helyzetük

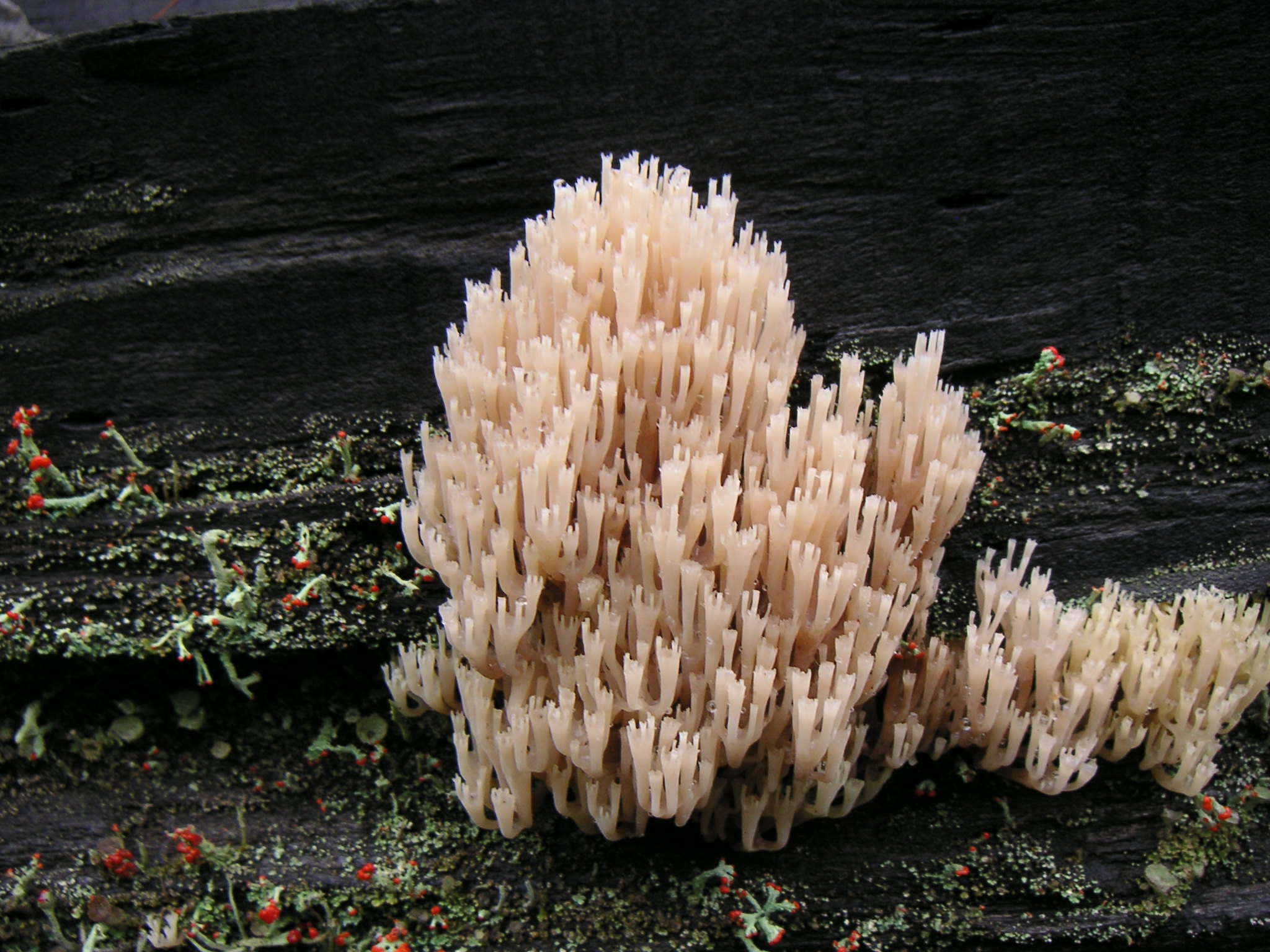
Artomyces pyxidatus, Amerikai Egyesült Államok

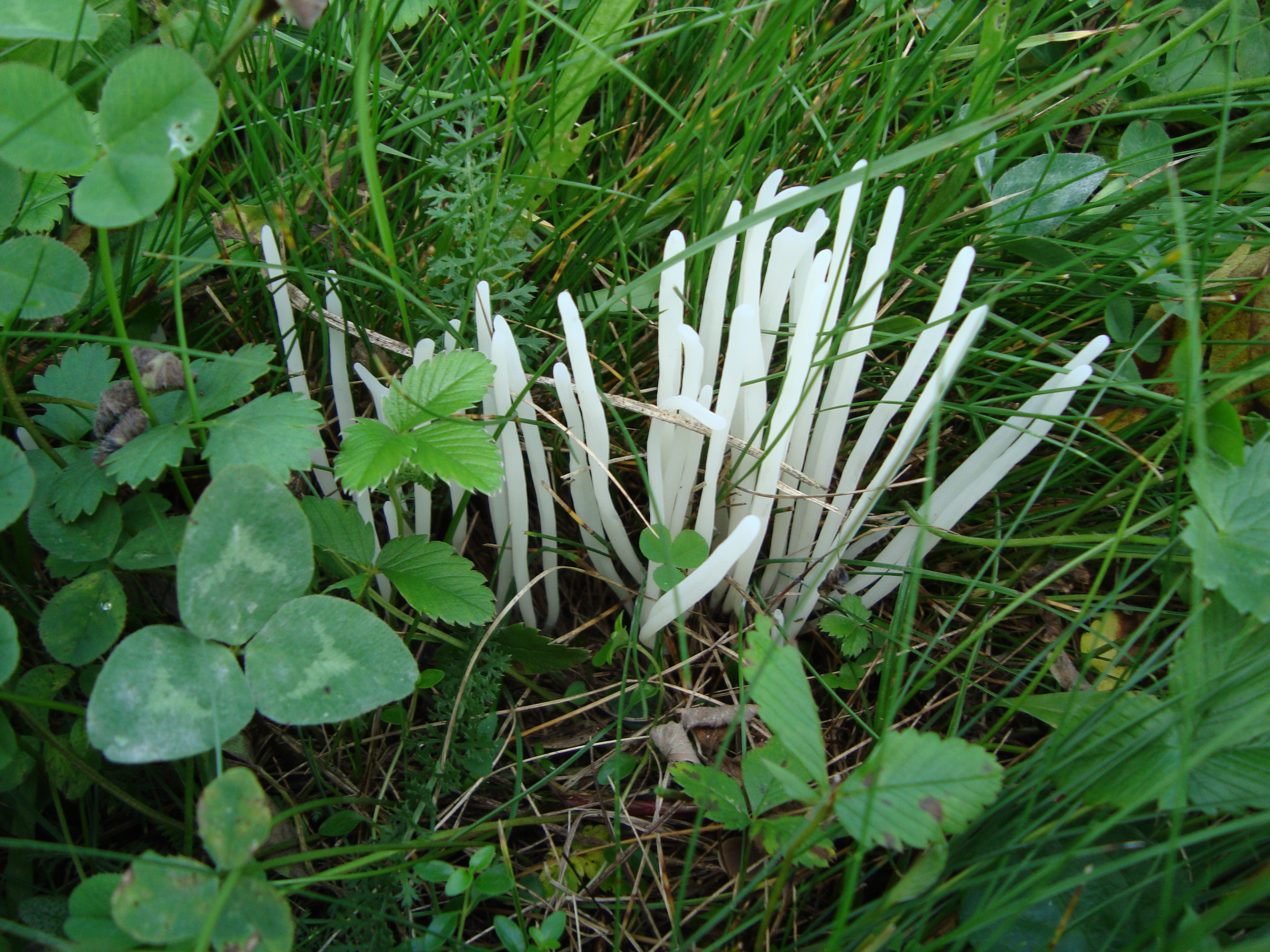
Árvalányhajgomba (Clavaria fragilis), Ausztria

A legtöbb klavarioid gomba egyszerű vagy elágazó termőtesttel rendelkezik, ami felálló (egyedül a Deflexula nemzetségben fordulnak elő fáról lelógó formák). Spóráik a bunkók vagy a korallágak oldalán fejlődnek, termőrétegük (hymenium) pedig sima vagy barázdált, esetenként szemölcsös vagy finoman tüskés.
Legnépesebb nemzetségük jelenleg a Ramaria. A Ramaria-fajok termőteste korallszerűen elágazó, spóráik színe az okkersárgától a barnáig változhat. A Clavariadelphus nemzetség a Ramariához közeli rokonság, nagy, bunkó alakú termőtestet fejlesztenek.
A Clavaria nemzetség a legújabb felfogás szerint a fehér spórájú fajokat tartalmazza; egyes fajaik termőteste bunkószerű, egyeseké korallszerű. Nem egyértelműen különböztethető meg tőle két másik nemzetség, a Clavulinopsis és a Ramariopsis.
A Typhula nemzetségbe számos kis, néha parányi méretű, egyszerű termőtestű faj tartozik.
A fentieken kívül az alábbi, kisebb nemzetségekben is klavarioid gombák találhatók: Alloclavaria, Aphelaria, Artomyces, Chaetotyphula, Clavariachaete, Clavicorona, Clavulina, Ertzia, Lachnocladium, Lentaria, Lepidostroma, Multiclavula, Pterula, Scytinopogon, Sulzbacheromyces.

## Élőhelyük és elterjedésük
A legtöbb klavarioid gomba szaprotróf életmódot folytat és erdei avarban vagy mohás füves területeken él. Kevés fajuk fán vagy bomló lágyszárúakon és lehullt faleveleken nő. Néhány fajuk, különösen a Clavulina és a Ramaria nemzetségben, ektomikorrhizálisak, azaz élő fásszárúakkal olyan szimbiózisban élnek, amely során a gombák gombafonalai nem hatolnak be a növény gyökerébe (a gyökérsejtek sejtfalába), hanem csak köpenyt képeznek a gyökérsejtek körül és úgynevezett Hartig-hálót a gyökérsejtek közti járatokban. Az Ertzia-, a Multiclavula-, a Lepidostroma- és a Sulzbacheromyces-fajok zuzmókban élnek együtt moszatokkal.
A klavarioid gombák világszerte elterjedtek, habár néhány nemzetség – mint például az Aphelaria és a Lachnocladium –, elsősorban trópusi területeken fordul elő.

## Fordítás
- Ez a szócikk részben vagy egészben  a   Clavarioid fungi című angol Wikipédia-szócikk ezen változatának fordításán alapul.  Az eredeti cikk szerkesztőit annak laptörténete sorolja fel. Ez a jelzés csupán a megfogalmazás eredetét és a szerzői jogokat jelzi, nem szolgál a cikkben szereplő információk forrásmegjelöléseként.